# Cihaur (Cibeber)
Cihaur is een bestuurslaag in het regentschap Cianjur van de provincie West-Java, Indonesië. Cihaur telt 5672 inwoners (volkstelling 2010).